# 布伦讷于松

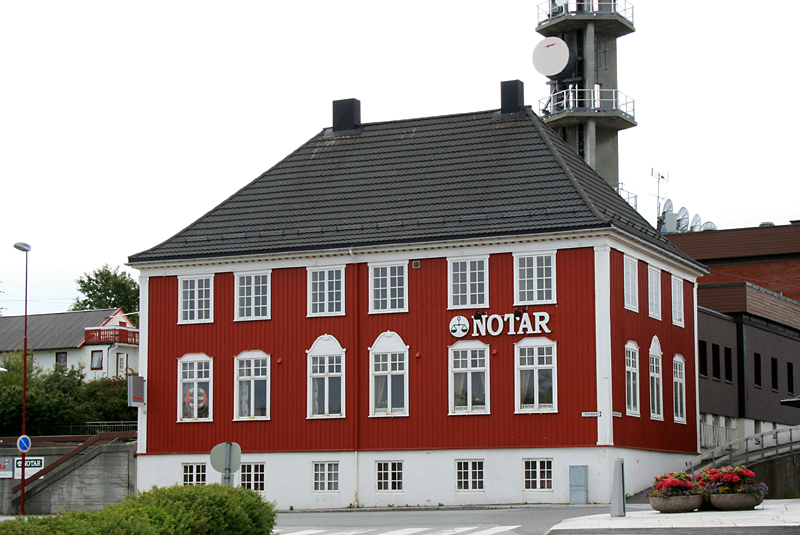
电报大楼

布伦讷于松（挪威語：Brønnøysund）是挪威諾爾蘭郡布倫訥于市镇内的城鎮及其行政中心。布伦讷于松村庄在1923年时获得“小海港”（ladested）地位，从而成为一个独立的市镇。1964年合并至布倫訥于市镇，并丧失了城镇地位。2000年时重新获得城镇地位。该城镇位于海岸线上，常被称为“挪威中部的海岸城镇”。
布伦讷于松面积为3.38平方公里，人口数量为5045（2018年），人口密度为每平方公里1493人。

## 外部連結
- 本地网站门户 （页面存档备份，存于） （挪威文）
- Brønnøysund Airport - the first in the world to use satellite based landing guidance for passenger flights （页面存档备份，存于）
- Images of the Brønnøysund Area, Dana Morris （页面存档备份，存于）